# Graciela Iturbide
Graciela Iturbide (* 16. května 1942 Mexico City) je mexická fotografka.

## Život a dílo
Narodila se v roce 1942 v Mexiku. jako nejstarší z třinácti dětí. S fotografií získala zkušenost ve svém životě velmi brzy. Její otec fotografoval ji a její sourozence a sama dostala svůj první fotoaparát, když jí bylo 11 let. Když byla dítě, její otec dával všechny fotografie do jedné krabice a ona říkala "...mám vždy velkou radost jít do té krabice a dívat se na ty fotografie, na vzpomínky...". V roce 1962 se vdala za architekta Manuela Rocha Díaze a během osmi let s ním měla tři děti. Poté, co její šestiletá dcera Claudia v roce 1970 zemřela, začal se věnovat fotografii. Studovala na Centro Universitario de Estudios Cinematográficos při Universidad Nacional Autónoma de México, kde se potkala se svým mentorem, učitelem, kinematografem a fotografem Manuelem Álvarezem Bravou. Cestovala s ním a naučila se pravidlo: "vždy je čas na fotografie, které chcete."
Iturbide fotografuje každodenní život, téměř výhradně černobíle. Inspirovali ji fotografové jako například Josef Koudelka, Henri Cartier-Bresson, Sebastiao Salgado a samozřejmě Álvarez Bravo. Začala se zajímat o každodenní život původních kultur v Mexiku a fotografovala život v Mexico City, Juchitánu, Oaxace a na mexicko americké hranici (La Frontera).
V roce 1979 byla Iturbide požádána malířem Franciscem Toledou, zda by nefotografovala v jeho vesnici Juchitán de Zaragoza, kde jsou ženy ekonomicky, politicky a sexuálně nezávislé. Iturbide o nabídku projevila zájem a vznikla její první série s názvem Mujer Ángel (Anděl žena), fotografovala v Sonoranské poušti. Tato její první zkušenost ovlivnila její názory na život a stala se z ní silná stoupenkyně feminismu. Obrazy ze série Mujer Ángel použila v roce 1997 politicky zaměřená metalová skupina Rage Against The Machine pro svůj singl Vietnow .
Některé inspirace pro její další práce přišly v důsledku feminismu. Svou velmi známou sérii Señora de Las Iguanas (Paní leguánů) pořídila v Juchitán de Zaragoza. Tento počin podnítili dva filmaři z Los Angeles – Susan Streitfeld a Julie Herbert, kteří v roce 1996 použili tuto fotografii jako ikonu v jejich filmu s názvem Female Preservations.
Iturbide také fotografovala mexické Američany ve čtvrti White Fence barrio ve východním Los Angeles jako součást dokumentární knihy A Day in the Life of America (Den v životě Ameriky, 1987). Působila v Argentině (1996), Indii (kde pořídila další velmi známou fotografii Perros Perdidos – Ztracení psi) a v USA, kde pořídila svou poslední známou práci v Texasu.
Je zakládajícím členem mexické rady fotografie Mexican Council of Photography. Její práce byly vystavovány v mezinárodním měřítku a jsou součástí mnoha významných sbírek, včetně takových jako Metropolitan Museum of Art, Museum of Modern Art, Los Angeles County Museum of Art nebo J. Paul Getty Museum. Největší sbírka originálních tisků v USA je umístěna ve sbírce Wittliff Collections na Texas State University.
Autorka žije a pracuje v mexickém Coyoacánu.

## Výstavy a ocenění
Vyhrála cenu W. Eugena Smithe (1987), první cenu France's Mois de la Photo, a Guggenheim Fellowship v roce 1988. V roce 2008 získala fotografickou cenu Hasselblad Award.
Při přebírání ceny Hasselblad v roce 2008 o ní bylo řečeno:
| „ | Graciela Iturbide je považována za jednoho z nejdůležitějších a nejvlivnějších latinskoamerických fotografů za poslední čtyři desetiletí. Její fotografie mají nejvyšší vizuální sílu a krásu. Graciela Iturbide vyvinula fotografický styl založený na jejím silném zájmu v oblasti kultury, rituálů a každodenního života v rodném Mexiku a dalších zemích. Iturbide rozšířila pojem dokumentární fotografie, zkoumá vztahy mezi člověkem a přírodou, individualitou a kulturou, skutečným a duševním. Pokračuje v inspiraci mladé generace fotografů v Latinské Americe i mimo ni. | “ |

Její práce prezentuje v USA galerie Rose Gallery v Santa Monica, Mayans Gallery v Santa Fe a Throckmorton Fine Arts v New York City.
Největší sbírka jejích děl v USA je Wittliff collections, Texas State University, San Marcos, TX.
V roce 2013 vystavovala v Bratislavě u příležitosti Měsíce fotografie:
| „                | K hviezdnym udalostiam bude nepochybne patriť výstava Graciely Iturbide, ktorá patrí k najvýznamnejším osobnostiam svetovej fotografie. Je laureátkou Ceny Hasselblad, svetovej ceny pre fotografov, o ktorej sa hovorí ako o fotografickej „Nobelovej cene“. | “ |
| — Tisková zpráva | |   |

Graciela Iturbide od 80. let uspořádala mnoho výstav svých děl po celém světě. Toto je seznam jen několika z nich:
- 1980 "Graciela Iturbide", New Mexico
- 1988 Latina, výstava En Foco v DCA City Gallery, New York City, New York
- 1990 "External Encounters, Internal Imaginings: The Photographs of Graciela Iturbide", at the Museum of Modern Art in San Francisco, California
- 1997–1998 "Images of Spirit" at the Philadelphia Museum of Art, Philadelphia, Pennsylvania
- 2003 "Pajaros et Paisajes" ("Birds and Sights"), Robert Miller Gallery, New York City
- 2003 "Pajaros et Paisajes", OMG Gallery for Contemporary Art, Düsseldorf, Německo
- 2007–2008 "The Goat's Dance: Photographs by Graciela Iturbide", J. Paul Getty Museum
- 2008 "Torrijos: The Man and the Myth", Americas Society, New York
- 2011 Rencontres d'Arles Festival, Francie
- 2011 Retrospective, Pinacoteca, São Paulo, Brazílie
- 2013 Měsíc fotografie, Bratislava

### Ocenění
- 1987 Cena W. Eugena Smithe
- 1990 Cena Higašikawy
- 2008 Hasselblad Award